# Barrowden
Barrowden är en ort och civil parish i Storbritannien.   Den ligger i grevskapet Rutland och riksdelen England, i den sydöstra delen av landet, 120 km norr om huvudstaden London. Barrowden ligger 50 meter över havet och antalet invånare är 420.
Terrängen runt Barrowden är huvudsakligen platt. Barrowden ligger nere i en dal. Runt Barrowden är det ganska tätbefolkat, med 160 invånare per kvadratkilometer. Närmaste större samhälle är Corby, 12,0 km sydväst om Barrowden. Trakten runt Barrowden består till största delen av jordbruksmark.